# Curvalle
Curvalle (en occitan Curvala) est une commune française située dans le département du Tarn en région Occitanie. Sa mairie est située dans la ville de Villeneuve-sur-Tarn. Sur le plan historique et culturel, la commune est dans le Ségala, un territoire s'étendant sur les départements du Tarn et de l'Aveyron, constitué de longs plateaux schisteux, morcelés d'étroites vallées.
Exposée à un climat océanique altéré, elle est drainée par le Tarn, le Rance, l'Oulas, le ruisseau de Badaillac, le ruisseau de la Roque, le ruisseau de Malagousse, le ruisseau des Oules et par divers autres petits cours d'eau. La commune possède un patrimoine naturel remarquable composé de quatre zones naturelles d'intérêt écologique, faunistique et floristique.
Curvalle est une commune rurale qui compte 393 habitants en 2022, après avoir connu un pic de population de 2 686 habitants en 1851. Ses habitants sont appelés les Curvallois ou  Curvalloises.

## Géographie

### Localisation
Commune du Massif central située sur l'Oulas. C'est une commune limitrophe du département de l'Aveyron.

### Communes limitrophes
Les communes limitrophes sont  Alban, Balaguier-sur-Rance, Cadix, La Bastide-Solages, Massals, Miolles, Paulinet, Plaisance, Saint-André et Trébas.
| Cadix           | Trébas   | La Bastide-Solages (Aveyron)                       |
| Saint-André     | Curvalle | Plaisance (Aveyron), Balaguier-sur-Rance (Aveyron) |
| Alban, Paulinet | Massals  | Miolles                                            |

### Voies de communication et transports
La ligne 708 du réseau régional liO assure la desserte de la commune, en la reliant à Albi et à Lacaune.

### Hydrographie
La commune est dans le bassin de la Garonne, au sein du bassin hydrographique Adour-Garonne. Elle est drainée par le Tarn, le Rance, l'Oulas, le ruisseau de Badaillac, le ruisseau de la Roque, le ruisseau de Malagousse, le ruisseau des Oules, le ruisseau de Montredon, le ruisseau de Nègremont et par divers petits cours d'eau, qui constituent un réseau hydrographique de 42 km de longueur totale,.
Le Tarn, d'une longueur totale de 380 km, prend sa source sur le mont Lozère, dans le nord de la commune du Pont de Montvert - Sud Mont Lozère en Lozère, et se jette dans la Garonne à Saint-Nicolas-de-la-Grave, en Tarn-et-Garonne.
Le Rance, d'une longueur totale de 63,5 km, prend sa source dans la commune de Murasson et s'écoule du sud-est vers le nord-ouest. Il traverse la commune et se jette dans le Tarn à La Bastide-Solages, après avoir traversé 12 communes.
L'Oulas, d'une longueur totale de 24,2 km, prend sa source dans la commune de Massals et s'écoule d'est en ouest. Il traverse la commune et se jette dans le Dadou à Rayssac, après avoir traversé 6 communes.

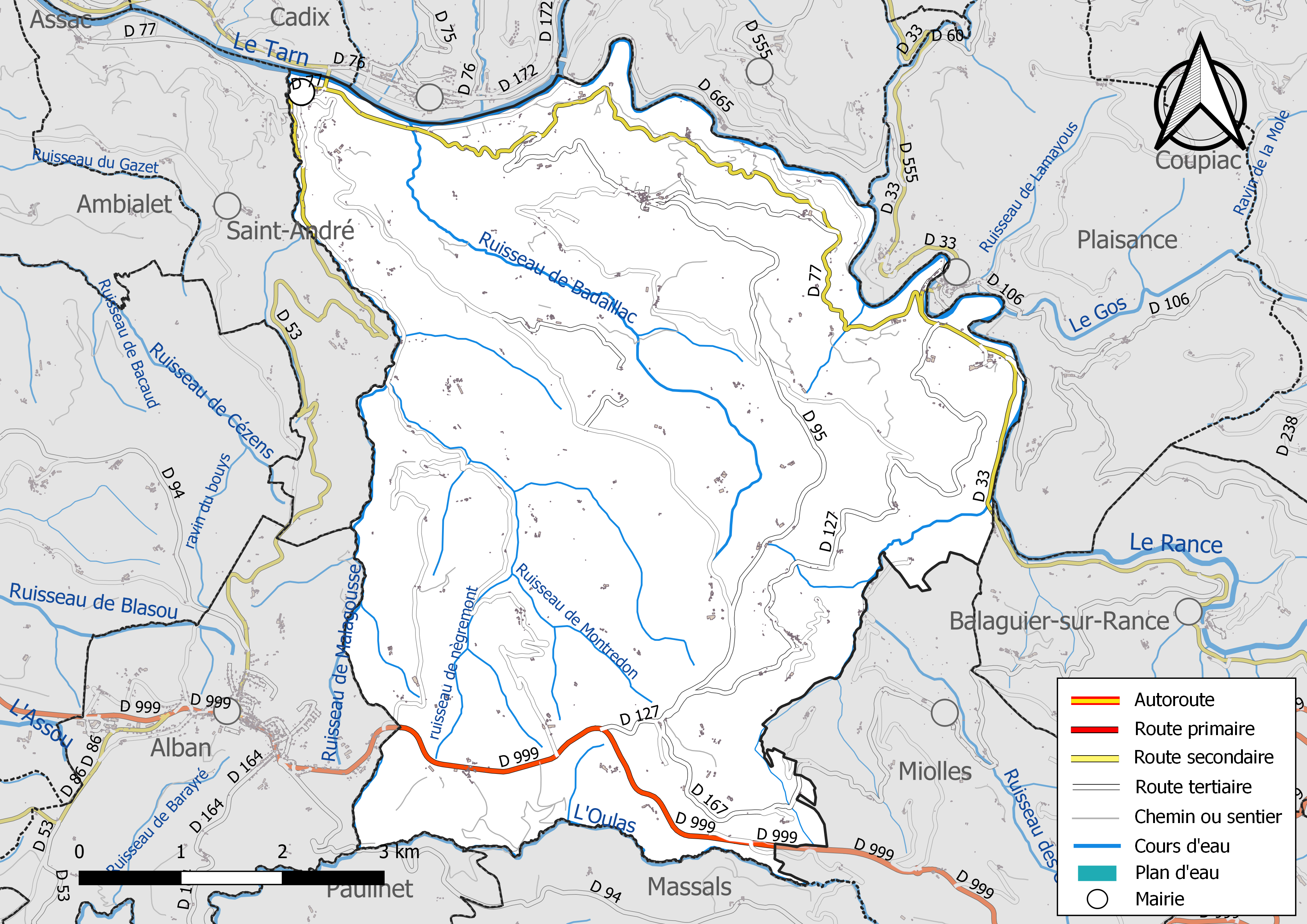
Réseaux hydrographique et routier de Curvalle.

### Climat
Pour des articles plus généraux, voir Climat de l'Occitanie et Climat du Tarn.
En 2010, le climat de la commune est de type climat océanique altéré, selon une étude du Centre national de la recherche scientifique s'appuyant sur une série de données couvrant la période 1971-2000. En 2020, Météo-France publie une typologie des climats de la France métropolitaine dans laquelle la commune est dans une zone de transition entre le climat océanique altéré et le climat de montagne ou de marges de montagne et est dans la région climatique Sud-est du Massif Central, caractérisée par une pluviométrie annuelle de 1 000 à 1 500 mm, minimale en été, maximale en automne.
Pour la période 1971-2000, la température annuelle moyenne est de 12,5 °C, avec une amplitude thermique annuelle de 15,9 °C. Le cumul annuel moyen de précipitations est de 775 mm, avec 10,1 jours de précipitations en janvier et 7 jours en juillet. Pour la période 1991-2020, la température moyenne annuelle observée sur la station météorologique de Météo-France la plus proche, « Bastide Solages », sur la commune de La Bastide-Solages à 5 km à vol d'oiseau, est de 13,5 °C et le cumul annuel moyen de précipitations est de 950,8 mm. 
La température maximale relevée sur cette station est de 40 °C, atteinte le 29 juin 2019 ; la température minimale est de −13 °C, atteinte le 12 janvier 1987,,.
Les paramètres climatiques de la commune ont été estimés pour le milieu du siècle (2041-2070) selon différents scénarios d'émission de gaz à effet de serre à partir des nouvelles projections climatiques de référence DRIAS-2020. Ils sont consultables sur un site dédié publié par Météo-France en novembre 2022.

### Milieux naturels et biodiversité
L’inventaire des zones naturelles d'intérêt écologique, faunistique et floristique (ZNIEFF) a pour objectif de réaliser une couverture des zones les plus intéressantes sur le plan écologique, essentiellement dans la perspective d’améliorer la connaissance du patrimoine naturel national et de fournir aux différents décideurs un outil d’aide à la prise en compte de l’environnement dans l’aménagement du territoire.
Deux ZNIEFF de type 1 sont recensées sur la commune :
la « rivière du Rance » (419 ha), couvrant 6 communes dont cinq dans l'Aveyron et une dans le Tarn, et 
la « rivière Tarn (partie Aveyron) » (2 381 ha), couvrant 41 communes dont 25 dans l'Aveyron et 16 dans le Tarn
et deux ZNIEFF de type 2, : 
- la « vallée du Rance » (2 781 ha), couvrant 12 communes dont 11 dans l'Aveyron et une dans le Tarn[17] ;
- la « vallée du Tarn, amont » (36 322 ha), couvrant 57 communes dont 31 dans l'Aveyron, une dans la Lozère et 25 dans le Tarn[18].

Carte des ZNIEFF de type 1 et 2 à Curvalle.
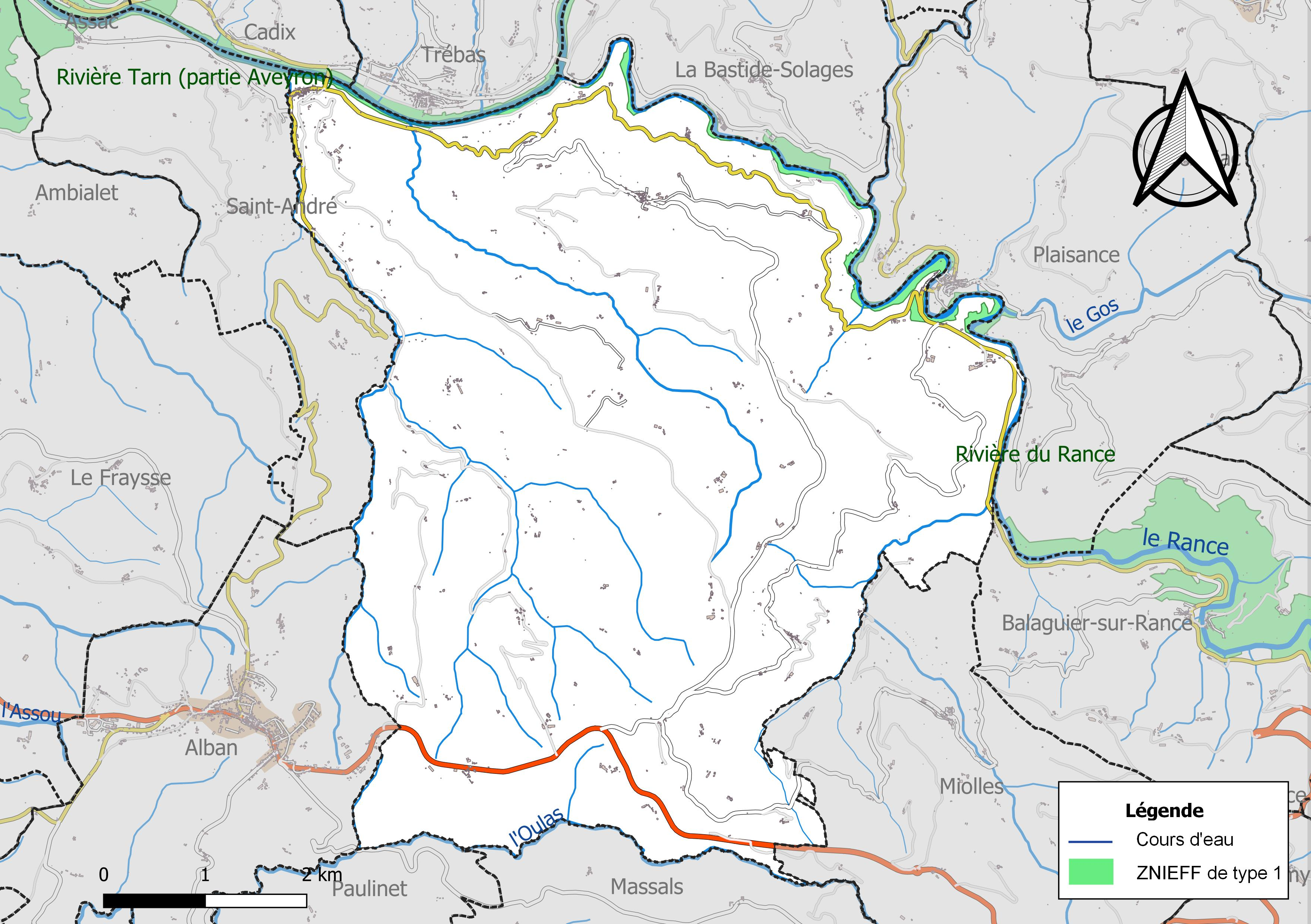
Carte des ZNIEFF de type 1 sur la commune.
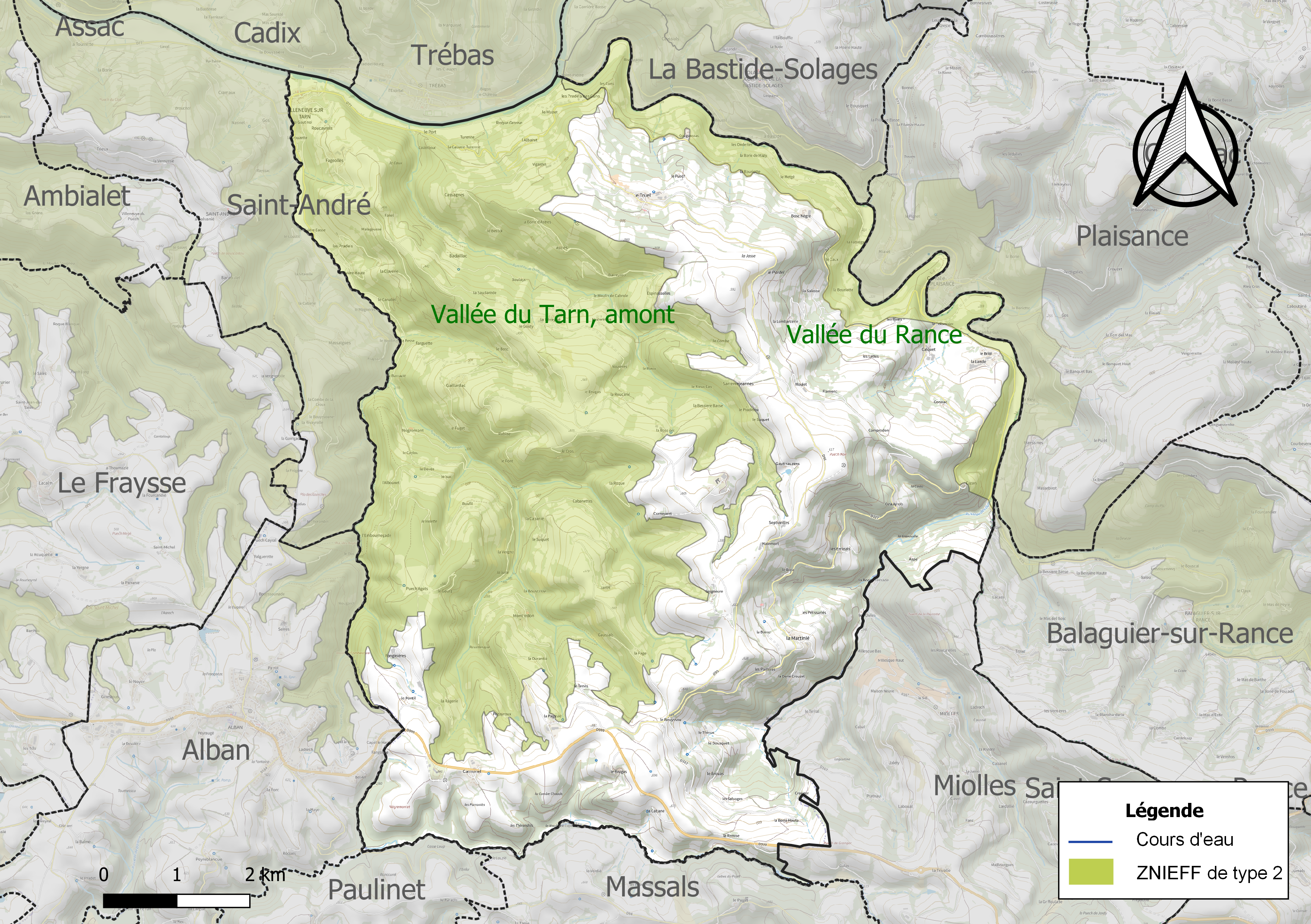
Carte des ZNIEFF de type 2 sur la commune.

## Urbanisme

### Typologie
Au 1er janvier 2024, Curvalle est catégorisée commune rurale à habitat très dispersé, selon la nouvelle grille communale de densité à sept niveaux définie par l'Insee en 2022.
Elle est située hors unité urbaine et hors attraction des villes,.

### Occupation des sols
L'occupation des sols de la commune, telle qu'elle ressort de la base de données européenne d’occupation biophysique des sols Corine Land Cover (CLC), est marquée par l'importance des territoires agricoles (58,1 % en 2018), en augmentation par rapport à 1990 (55,5 %). La répartition détaillée en 2018 est la suivante : 
zones agricoles hétérogènes (54,1 %), forêts (41,1 %), prairies (4 %), milieux à végétation arbustive et/ou herbacée (0,8 %). L'évolution de l’occupation des sols de la commune et de ses infrastructures peut être observée sur les différentes représentations cartographiques du territoire : la carte de Cassini (XVIIIe siècle), la carte d'état-major (1820-1866) et les cartes ou photos aériennes de l'IGN pour la période actuelle (1950 à aujourd'hui).

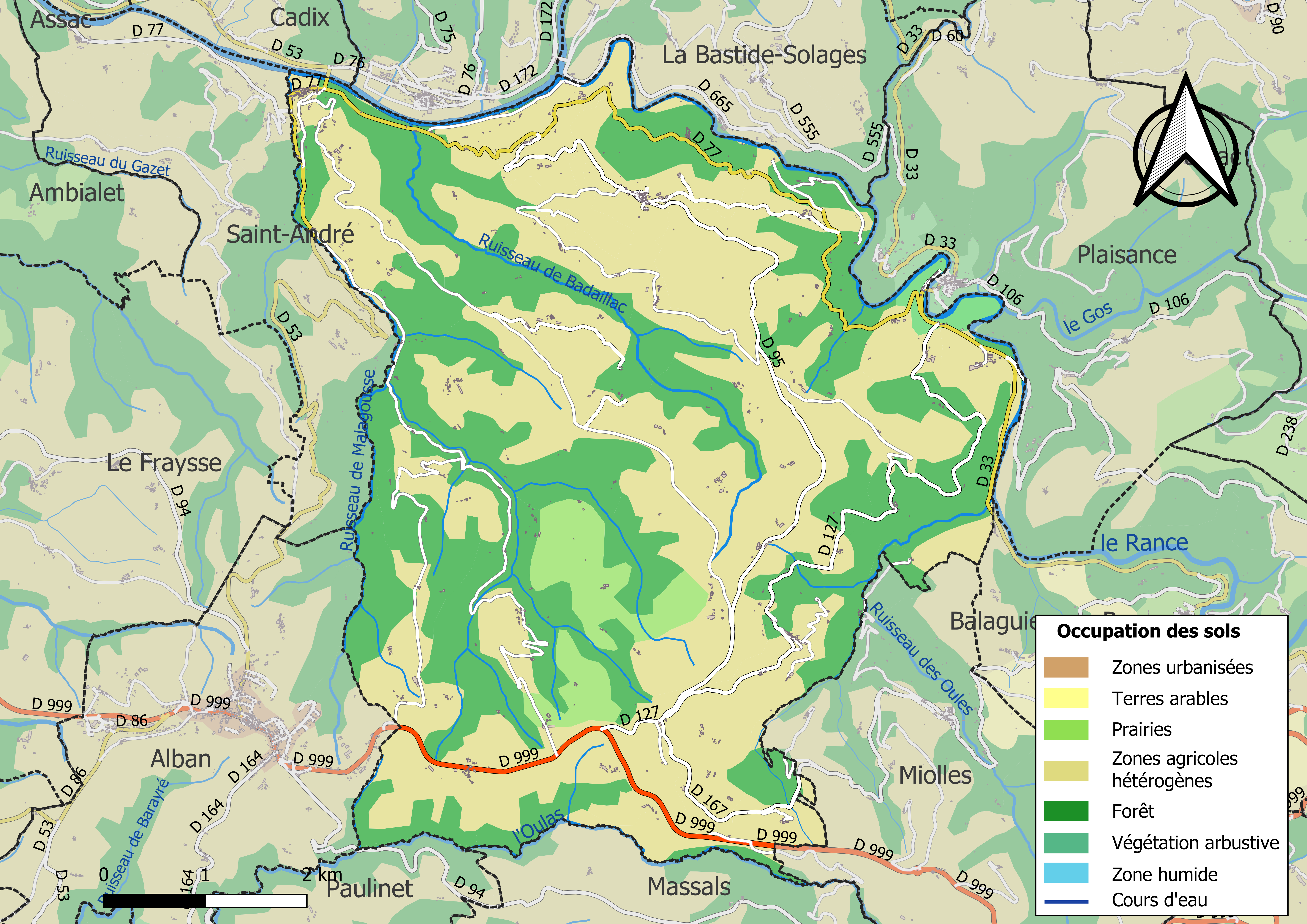
Carte des infrastructures et de l'occupation des sols de la commune en 2018 (CLC).

### Risques majeurs
Le territoire de la commune de Curvalle est vulnérable à différents aléas naturels : météorologiques (tempête, orage, neige, grand froid, canicule ou sécheresse), inondations, feux de forêts, mouvements de terrains et séisme (sismicité très faible). Il est également exposé à un risque technologique, le transport de matières dangereuses, et à un risque particulier : le risque de radon. Un site publié par le BRGM permet d'évaluer simplement et rapidement les risques d'un bien localisé soit par son adresse soit par le numéro de sa parcelle.

#### Risques naturels
Certaines parties du territoire communal sont susceptibles d’être affectées par le risque d’inondation par débordement de cours d'eau, notamment le Tarn, le Rance et l'Oulas. La cartographie des zones inondables en ex-Midi-Pyrénées réalisée dans le cadre du XIe Contrat de plan État-région, visant à informer les citoyens et les décideurs sur le risque d’inondation, est accessible sur le site de la DREAL Occitanie. La commune a été reconnue en état de catastrophe naturelle au titre des dommages causés par les inondations et coulées de boue survenues en 1982, 1992, 1994, 1999, 2003, 2012 et 2014,.
Curvalle est exposée au risque de feu de forêt du fait de la présence sur son territoire. En 2022, il n'existe pas de Plan de Prévention des Risques incendie de forêt (PPRif). Le débroussaillement aux abords des maisons constitue l’une des meilleures protections pour les particuliers contre le feu,.

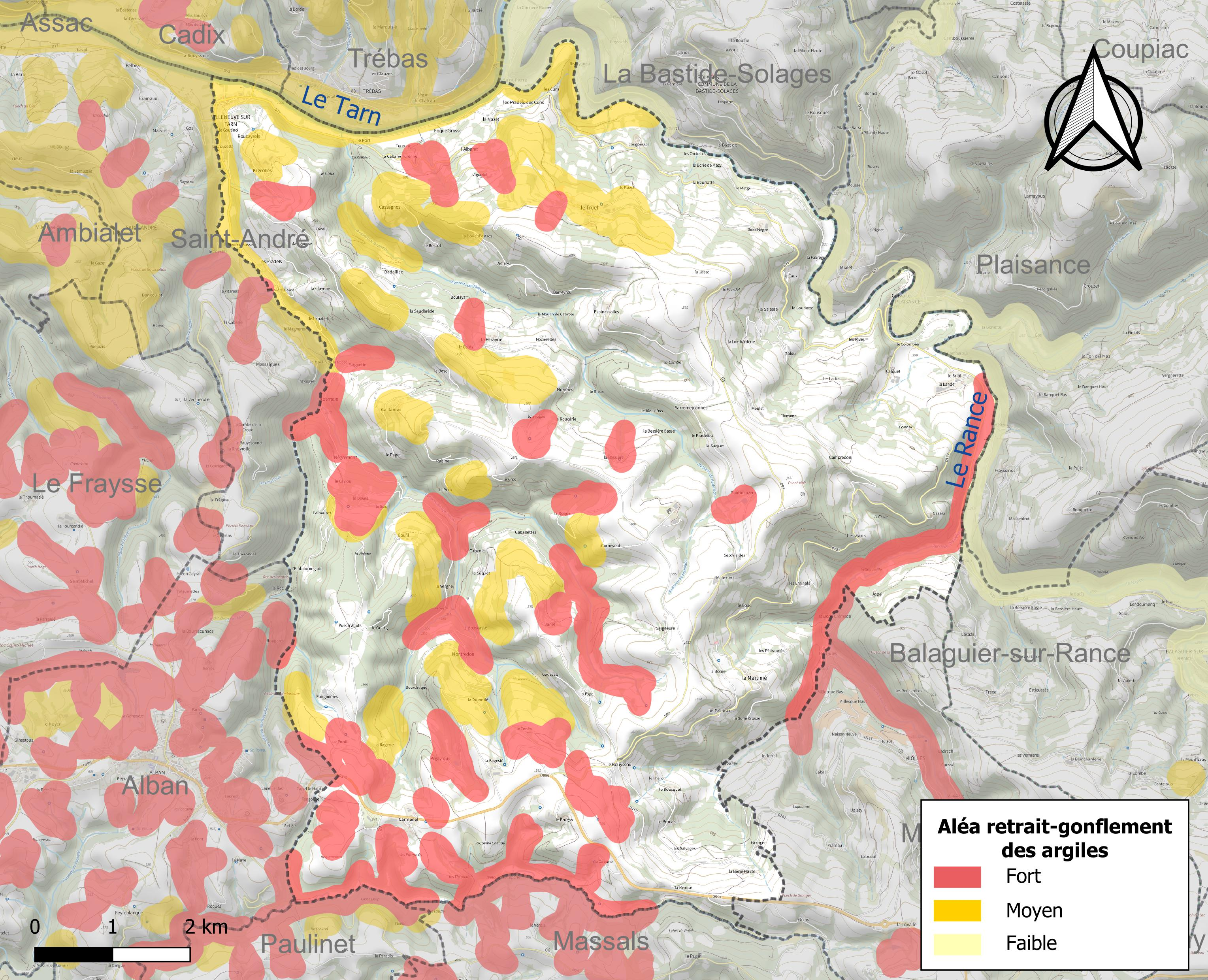
Carte des zones d'aléa retrait-gonflement des sols argileux de Curvalle.

La commune est vulnérable au risque de mouvements de terrains constitué principalement du retrait-gonflement des sols argileux. Cet aléa est susceptible d'engendrer des dommages importants aux bâtiments en cas d’alternance de périodes de sécheresse et de pluie. 30,2 % de la superficie communale est en aléa moyen ou fort (76,3 % au niveau départemental et 48,5 % au niveau national). Sur les 394 bâtiments dénombrés sur la commune en 2019, 179 sont en aléa moyen ou fort, soit 45 %, à comparer aux 90 % au niveau départemental et 54 % au niveau national. Une cartographie de l'exposition du territoire national au retrait gonflement des sols argileux est disponible sur le site du BRGM,.
Par ailleurs, afin de mieux appréhender le risque d’affaissement de terrain, l'inventaire national des cavités souterraines permet de localiser celles situées sur la commune.

#### Risques technologiques
Le risque de transport de matières dangereuses sur la commune est lié à sa traversée par des infrastructures routières ou ferroviaires importantes ou la présence d'une canalisation de transport d'hydrocarbures. Un accident se produisant sur de telles infrastructures est susceptible d’avoir des effets graves sur les biens, les personnes ou l'environnement, selon la nature du matériau transporté. Des dispositions d’urbanisme peuvent être préconisées en conséquence.

#### Risque particulier
Dans plusieurs parties du territoire national, le radon, accumulé dans certains logements ou autres locaux, peut constituer une source significative d’exposition de la population aux rayonnements ionisants. Certaines communes du département sont concernées par le risque radon à un niveau plus ou moins élevé. Selon la classification de 2018, la commune de Curvalle est classée en zone 2, à savoir zone à potentiel radon faible mais sur lesquelles des facteurs géologiques particuliers peuvent faciliter le transfert du radon vers les bâtiments.

## Histoire
*Préhistoire
Les trois statues-menhirs découvertes sur le territoire de la commune attestent que ce dernier a été fréquenté par  les hommes au moins depuis le néolithique final. Toutes les trois sont désormais exposées dans le Musée de la commune voisine de Miolles.
*Moyen-Âge
Selon Thomas Delvaux, les armes de la commune de Curvalle ont été créées à la fin de l'année 2005 en prenant en compte l'histoire de ce village :
Le premier quartier est l'écu attribué par Charles d'Hozier à Curvalle en 1696. Il est inscrit à l'Armorial général.
La Maison éponyme de Curvalle florissait aux XIIe – XIIIe siècles, il n'a cependant pas été possible de retrouver ses armes primitives.
- Escaffre de Curvalle, premier seigneur connu de Curvalle, né vers 1100 et cité en 1160
- Guillaume-Aton de Curvalle, né vers 1130 et cité en 1154 et 1199. Il s'est notamment marié à Saure de Caylus (citée vivante en 1199 et 1246)
- Guillaume de Curvalle, seigneur de Curvalle, né vers 1170
- Robert de Curvalle, né vers 1210 et seigneur de Curvalle vers 1250
- Bernard-Escaffre de Curvalle, né vers 1240 et cité comme damoiseau et seigneur de Curvalle en 1261.
- C'est ensuite Isabelle de Curvalle, née vers 1260 qui devient dame héritière de Curvalle. Elle épouse Bernard de Manencourt vers 1280.

Le deuxième quartier des armes de la commune de Curvalle est le blason des Cadolle qui furent seigneurs de Curvalle au XIVe siècle.
Le troisième quartier est l'écu des Bourbon-Vendôme, propriétaires du château à partir du XVe siècle.
Le quatrième quartier est un rappel d'un évènement important de l'histoire de Curvalle. Au début du XVe siècle, Jean de Beyne (ou Bayne(s), chevalier, seigneur des Croix, enleva Marie de Bourbon. Il la retint prisonnière pendant plusieurs années dans la tour du château de Curvalle, avant de l'épouser. Née en 1386, Marie de Bourbon était  la fille de Jean Ier de Bourbon, comte de la Marche, de Vendôme et de Castres, etc. et de Catherine de Vendôme. Elle était la sœur de Jacques de Bourbon, roi de Hongrie, de Naples et de Jérusalem. Elle était également dame de Brehencourt (par donation de sa mère), de Curvalle-en-Albigeois et de Monsquetu. Elle est morte après le 11 septembre 1463. Par la suite, Jean de Beyne s'est absenté, Charles VII le rattrape et le fait noyer. (A réécrire : phrase incompréhensible ?!)

## Politique et administration
| Période                                  | Période   | Identité     | Étiquette | Qualité |
| ---------------------------------------- | --------- | ------------ | --------- | ------- |
|                                          | 1983      | Didier Suau  | SE        |         |
| mars 1983                                | mars 2008 | Aline Robert | SE        |         |
| mars 2008                                | En cours  | Joël Marquès |           |         |
| Les données manquantes sont à compléter. |           |              |           |         |

## Démographie
| 1793  | 1800  | 1806  | 1821  | 1831  | 1836  | 1841  | 1846  | 1851  |
| ----- | ----- | ----- | ----- | ----- | ----- | ----- | ----- | ----- |
| 2 034 | 2 150 | 2 439 | 2 483 | 2 567 | 2 503 | 2 457 | 2 605 | 2 686 |

| 1856  | 1861  | 1866  | 1872  | 1876  | 1881  | 1886  | 1891  | 1896  |
| ----- | ----- | ----- | ----- | ----- | ----- | ----- | ----- | ----- |
| 2 530 | 2 503 | 2 468 | 2 402 | 2 363 | 2 301 | 2 229 | 2 153 | 2 507 |

| 1901  | 1906  | 1911  | 1921  | 1926  | 1931  | 1936  | 1946  | 1954  |
| ----- | ----- | ----- | ----- | ----- | ----- | ----- | ----- | ----- |
| 2 056 | 1 979 | 1 863 | 1 653 | 1 612 | 1 513 | 1 418 | 1 225 | 1 115 |

| 1962  | 1968 | 1975 | 1982 | 1990 | 1999 | 2006 | 2008 | 2013 |
| ----- | ---- | ---- | ---- | ---- | ---- | ---- | ---- | ---- |
| 1 027 | 969  | 773  | 707  | 526  | 494  | 462  | 453  | 408  |

| 2018 | 2022 | - | - | - | - | - | - | - |
| ---- | ---- | - | - | - | - | - | - | - |
| 402  | 393  | - | - | - | - | - | - | - |

## Économie

### Revenus
En 2018, la commune compte 199 ménages fiscaux, regroupant 396 personnes. La médiane du revenu disponible par unité de consommation est de 17 400 € (20 400 € dans le département).

### Emploi
|                | 2008  | 2013  | 2018  |
| -------------- | ----- | ----- | ----- |
| Commune        | 4,4 % | 5,1 % | 6,8 % |
| Département    | 8,2 % | 9,9 % | 10 %  |
| France entière | 8,3 % | 10 %  | 10 %  |

En 2018, la population âgée de 15 à 64 ans s'élève à 237 personnes, parmi lesquelles on compte 70,9 % d'actifs (64,1 % ayant un emploi et 6,8 % de chômeurs) et 29,1 % d'inactifs,. Depuis 2008, le taux de chômage communal (au sens du recensement) des 15-64 ans est inférieur à celui de la France et du département.
La commune est hors attraction des villes,. Elle compte 77 emplois en 2018, contre 89 en 2013 et 85 en 2008. Le nombre d'actifs ayant un emploi résidant dans la commune est de 156, soit un indicateur de concentration d'emploi de 49,3 % et un taux d'activité parmi les 15 ans ou plus de 45,7 %.
Sur ces 156 actifs de 15 ans ou plus ayant un emploi, 59 travaillent dans la commune, soit 38 % des habitants. Pour se rendre au travail, 74,4 % des habitants utilisent un véhicule personnel ou de fonction à quatre roues, 0,6 % les transports en commun, 10,2 % s'y rendent en deux-roues, à vélo ou à pied et 14,7 % n'ont pas besoin de transport (travail au domicile).

### Activités hors agriculture

#### Secteurs d'activités
26 établissements sont implantés  à Curvalle au 31 décembre 2019.
Le secteur de la construction est prépondérant sur la commune puisqu'il représente 23,1 % du nombre total d'établissements de la commune (6 sur les 26 entreprises implantées  à Curvalle), contre 12,5 % au niveau départemental.

#### Entreprises et commerces
L'activité économique de Curvalle est principalement rurale et repose sur les élevages ovins, bovins, caprins. Une des dominantes est la production de lait de brebis pour l'élaboration du fromage affiné dans les caves de Roquefort. S'il existe une véritable vie locale articulée autour des différents bourgs de la commune, participant à l'attrait pour le cadre de vie de la commune, les familles exercent pour beaucoup leur activité dans le bassin d'Albi.

### Agriculture
La commune est dans le Segala, une petite région agricole située dans le nord-est du département du Tarn. C’est la relative pauvreté du sol de cette région où ne poussait jadis que le seigle qui a donné son nom à cette aire géographique. Situé en moyenne altitude, le Ségala s’étend sur des territoires vallonnés et riches en schiste. En 2020, l'orientation technico-économique de l'agriculture  sur la commune est l'élevage d'ovins ou de caprins.
|               | 1988  | 2000  | 2010  | 2020  |
| ------------- | ----- | ----- | ----- | ----- |
| Exploitations | 89    | 53    | 43    | 36    |
| SAU (ha)      | 1 998 | 2 108 | 2 041 | 2 134 |

Le nombre d'exploitations agricoles en activité et ayant leur siège dans la commune est passé de 89 lors du recensement agricole de 1988  à 53 en 2000 puis à 43 en 2010 et enfin à 36 en 2020, soit une baisse de 60 % en 32 ans. Le même mouvement est observé à l'échelle du département qui a perdu pendant cette période 58 % de ses exploitations,. La surface agricole utilisée sur la commune a quant à elle augmenté, passant de 1998 ha en 1988 à 2134 ha en 2020. Parallèlement la surface agricole utilisée moyenne par exploitation a augmenté, passant de 22 à 59 ha.

## Culture locale et patrimoine

### Lieux et monuments
- Le Château de Curvalle.
- Église Saint-Barthélemy du Truel.
- Église Notre-Dame de Villeneuve-sur-Tarn.
- Église Saint-Martin de Nègremont.
- Église Saint-Pierre d'Illergues de la Martinié.
  - A noter : les trois statues-menhirs découvertes à Curvalle sont exposées dans le musée de la commune voisine de Miolles.

### Personnalités liées à la commune
- Pierre Dalmond (1800-1847), évêque et premier vicaire apostolique de Madagascar, a étudié dans une petite école religieuse au lieu-dit Lafage[38].
- Danièle Gaubert (1943-1987), actrice, est inhumée au cimetière de Nègremont.

### Héraldique
| Blason de Curvalle | Blason  | Écartelé: au 1er d'or à la lettre capitale "C" de sinople, au 2e de gueules à l'étoile d'or surmontée d'un croissant versé d'argent, au 3e contre-écartelé aux I et IV d'azur semé de fleurs de lis d'or, aux II et III d'argent au chef de gueules, au lion d'azur armé, lampassé et couronné d'or brochant, à la bande de gueules chargée de trois lionceaux d'argent brochant sur le tout, au 4e d'azur au château d'argent, le pont-levis abaissé, la tour du milieu couverte et pavillonnée du même, maçonné et ouvert de sable. Devise« venient ad te curvi » (ils viendront humblement à toi). Cri de guerre« curva vallis » (vallée profonde). |
| Blason de Curvalle | Détails | Le statut officiel du blason reste à déterminer. |
| Blason de Curvalle | Alias   | D'or à la lettre C capitale de sinople. (D'Hozier) |